# 발터 루돌프 헤스
발터 루돌프 헤스(독일어: Walter Rudolf Hess, 1881년 3월 17일 ~ 1973년 8월 12일)는 스위스의 생리학자이다. 1949년에 내장의 활동을 조절하는 간뇌의 기능적 체제를 발견한 공로로 안토니우 에가스 모니스와 함께 노벨 생리학·의학상을 수상했다.

## 수상 경력
- 1931년 : 마르셀 베노이스트상(영어판)
- 1949년 : 노벨 생리학·의학상

## 참고 문헌
- C. W. Hess. “W.R. Hess Biography in SANP 2008, Nr. 4” (PDF).
- Marc A. Shampo; Robert A. Kyle; David P. Steensma. “Walter Hess—Nobel Prize for Work on the Brain”. 《Mayo Clin Proc》 86: E49. doi:10.4065/mcp.2011.0560. PMC 3184029. PMID 22069789.